# Kammy Koopa
Kammy Koopa är en fiktiv TV-spelsfigur i Nintendos Mario-serie. Hon är en så kallad Magikoopa, en sköldpaddsliknande varelse med magiska förmågor. Hon är en av Bowsers rådgivare, och beskrivs ofta som dennes högra hand och har en hög ställning inom hans armé, The Koopa Troop.

## Utseende
Kammy har, liksom de flesta Magikoopas, gul hud och ett sköldpaddeliknande utseende. Hon har långt vitt hår, bär en lila kappa och en lila topp-hatt. Hon använder glasögon och bär alltid med sig sitt magiska trollspö.

## Biografi
Kammy Koopa dök upp första gången i Paper Mario, där hon hjälper Bowser att stjäla en magisk trollstav och invadera Prinsessan Peachs slott. Hon ger i spelet Bowser information om Marios framfart mot dennes armé, The Koopa Troop, samt bygger på en mystisk maskin, som vid slutstriden mot Bowser visar sig vara en flygande arena som striden utspelade sig på. Denna magiska arena ökade Bowsers styrka och hans storlek.
I Paper Mario: The Thousand-Year Door medverkar hon vid Bowsers sida när de och Mariogänget, förutom att strida mot varandra, försöker stoppa en ond vetenskapsman från att ta kontrollen över en urgammal magi. Hon och Bowser räddade även prinsessan Peach (oavsiktligen) från att bli mördad.
Kammy finns även med som föremål i Super Smash Bros. Brawl. Föremålet ökar spelarens attackstyrka med 8 nivåer.

## Förmågor
Kammy har setts använda flera magiska förmågor, till exempel teleportering, frammanande av föremål m.m. Hon är även expert på att bygga maskiner, till exempel konstruerade hon Bowsers magiska plattform i Paper Mario.